# Oksana Cyhulowa
Oksana Cyhulowa (ukr. Оксана Цигульова; ur. 15 grudnia 1973) – ukraińska gimnastyczka akrobatyczna. Srebrna medalistka olimpijska z Sydney.
Zawody w 2000 były jej jedynymi igrzyskami olimpijskimi. Specjalizowała się w skokach na trampolinie i w tej konkurencji zdobyła na olimpiadzie srebrny medal. Wyprzedziła ją jedynie Rosjanka Irina Karawajewa. Na mistrzostwach świata wywalczyła w sumie dwanaście medali w różnych konkurencjach: cztery złote, sześć srebrnych, dwa brązowe. Była również medalistką mistrzostw Europy.